# تازه کند (طارم)

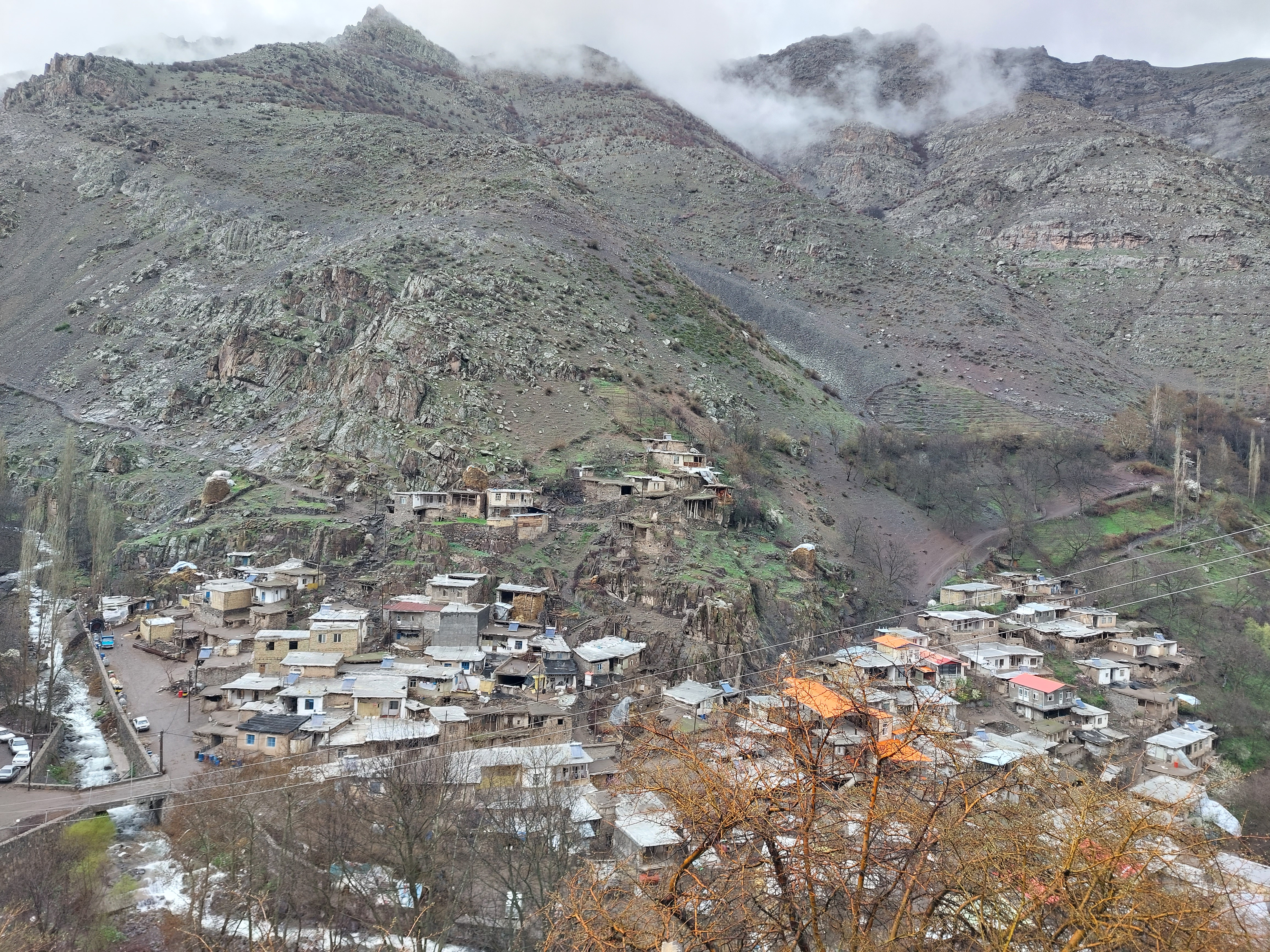

روستای تازه کند از توابع بخش چورزق شهرستان طارم در استان زنجان می‌باشد. از لحاظ جغرافیایی، این روستا در بین رشته کوه‌های البرز قرار دارد و دارای آب و هوای سرد کوهستانی است که موجب شده است در تابستان هوای خنکی داشته باشد.
این روستا طبق سرشماری صورت گرفته در سال ۱۳۹۵، دارای ۳۴ خانوار و ۱۱۲ نفر جمعیت است.